# 화학 구조

오산화 인의 2차원 화학 구조

화학 구조(化學構造, 영어: chemical structure)는 물질의 화학적 성질을 분자 등의 내부 구조와 관련시킨 개념으로, 표기 방법은 화학식으로 나타낸다. 화학 구조 결정에는 화학자가 분자 구조를 지정하고 필요한 경우 표적 분자 또는 기타 고체의 전자 구조가 포함된다. 분자기하학은 분자 내 원자의 공간적 배열과 원자를 함께 묶는 화학 결합을 말하며 구조식과 분자 모델을 사용하여 나타낼 수 있다. 완전한 전자 구조의 기술에는 분자 궤도의 점유 공간을 명시하는 것이 포함된다. 화학 구조 결정은 매우 단순한 분자(예: 이원자 산소 또는 이원자 질소)부터 매우 복잡한 분자(예: 단백질 또는 DNA)까지 다양한 분자에 적용시킬 수 있다.

## 같이 보기
- 구조화학
- 구조식
- 결정학 데이터베이스
- 파울리 배타 원리
- 화학 그래프 제너레이터